# Barbara Minneci
Barbara Minneci (née le 12 juin 1969 à Bruxelles) est une cavalière belge para-équestre de grade II, concourant en dressage, connue pour monter en amazone, d'un seul côté de la selle. 

## Biographie
Après avoir souffert d'un cancer en 1996 et en 2004, Barbara Minneci a appris à monter en para-équestre en 2009, à l'âge de 40 ans à Bruxelles. Les séquelles lui ont laissé une monoplégie de la jambe gauche et une perte musculaire dans la jambe droite.
Elle montait son cheval Barilla aux Jeux paralympiques d'été de 2012, où elle et s'est distinguée en raison de son style de monte et du modèle de Barilla, un Irish Cob. Ils n'ont pas été médaillés. Ils ont également participé aux Jeux paralympiques d'été de 2016.